# T13

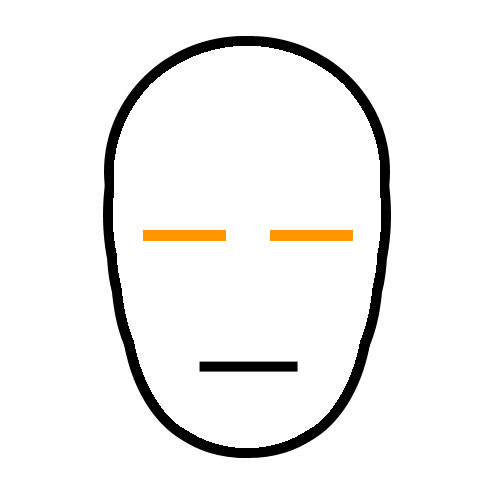
Символ категории

T13 — категория, в которой выступают легкоатлеты на паралимпийских играх. Вместе с категориями T11 и T12 классифицирует спортсменов с нарушением зрения.

## Описание
В данной категории выступают спортсмены у которых зрение классифицируется как слабое. Спортсмены этой категории могут видеть предметы на расстоянии не более 6-и метров, а угол зрения составляет всего 20 градусов. Острота зрения находится в пределах от 5,0 до 5,40 по диаграмме LogMAR chart. Легкоатлетам данной категории не может помогать зрячий гид.